# Magdalena Abakanowicz
Magdalena Abakanowicz   (Falenty, 20 de juny de 1930 - Varsòvia, 20 d'abril de 2017) nom artístic de Marta Magdalena Abakanowicz-Kosmowska fou una destacada escultora i artista tèxtil de l'escola polonesa del tapís.
En les seves composicions, en les quals va conjuminar elements procedents dels corrents estètics en voga, va recórrer en molts casos a elements escultòrics. La seva originalitat radica en el trasllat dels seus coneixements sobre tapisseria a l'escultura a partir d'uns experiments realitzats en la dècada dels seixanta. Les seves obres, veritables ambients en els quals les repeticions de formes al·lusives al cap, tòrax o multituds, són representades en tonalitats fosques, confereixen una dimensió dramàtica accentuada pels temes que prevalen en la seva obra: l'individual i el col·lectiu, l'anonimat i l'estereotip, la corrosió i la malaltia, la presència singular de la qual, plasmada de manera concreta i sensible, hi imprimeix certa eloqüència.

## Dades biogràfiques
Magdalena Abakanowicz va néixer en una família de terratinents nobles de Falenty; la mare descendia de l'antiga noblesa polonesa i el pare provenia d’una família tàrtara polonitzada que remuntava els seus orígens a Abaqa Khan (un cap mongol del segle xiii). Amb la invasió russa del 1920 la família es va traslladar a Gdańsk. Quan tenia nou anys, l'Alemanya nazi va envair i ocupar Polònia i la seva família va passar els anys de guerra als afores de Varsòvia, formant part de la resistència. Després de la guerra la família es va traslladar a la petita ciutat de Tczew, prop de Gdańsk, al nord de Polònia.

## Formació i activitat artística
Magdalena Abakanowicz va estudiar des de 1949 fins a 1954 en les acadèmies d'art a Gdansk i Varsòvia. Durant aquell temps el seu principal interès era la pintura, encara que també va mostrar interès per l'escultura. Aquest desenvolupament formatiu va estar marcat per les formes i figures que havia creat durant la infància en la granja de la seva mare. Més tard, quan va haver de fer front a les penoses condicions econòmiques en la Polònia comunista, va fer servir materials naturals transformant-los en obres escultòriques de gran monumentalitat i força expressiva, el segell distintiu del seu treball.
Magdalena Abakanowicz va ocupar un lloc en l'avantguarda artística internacional en la dècada de 1960, produint grans tapissos teixits murals. d'aquest període en l'obra titulada Abakan, per la qual el 1965 va guanyar el Gran Premi de la Biennal de Sao Paulo, Brasil. a intervinguts la dècada de 1970, la seva obra va donar un gir dramàtic quan va començar a realitzar personatges, animals i aus amb teixits de sisal, jute, cola i resina que caracteritzen la seva obra des de llavors.
Magdalena Abakanowicz es va dedicar a la docència a l'Escola d'Art des de 1965 a 1990. També va ser el 1984 professora visitant a la Universitat de Califòrnia a Los Angeles (UCLA), als Estats Units.

## Premis
Magdalena Abakanowicz ha rebut nombrosos premis i honors, incloent el premi d'escultura del Centre d'Escultura a Nova York (1993), la Creu de Comandant de l'Ordre Polònia Restituta (1998), el nomenament d'oficial de l'Ordre de les Arts i les Ciències de París, França (1999) i el nomenament Cavaller de l'Orde al Mèrit de la República Italiana (2000). És doctora honoris causa de la Royal Academy (Reial Acadèmia de les Arts), Londres (1974), de l'Escola de Disseny de Rhode Island, Providence, Rhode Island (1992), de l'Acadèmia de Belles arts de Lodz (1998), de l'Institut Pratt a Nova York (2000), del Massachusetts College of Art, de Boston (2001), de l'Escola de l'Institut d'Art de Chicago (2002) i de l'Acadèmia de Belles arts de Poznan (2002). Magdalena Abakanowicz és membre de l'Acadèmia de les Arts de Berlín (1994), de l'Acadèmia de Belles Arts de Saxònia a Dresden (1998), i receptora de l' Orden Pour le Mérite für Wissenschaften und Künste (Ordre de Mèrit per les Ciències i Arts) d'Alemanya (2000). També és membre honorari de l'Acadèmia Nord-americana de les Arts i les Ciències a Cambridge, Massachusetts (1996).
En 1999 va ser condecorada amb el Premi Mundial d'Arts Leonardo da Vinci del Consell Cultural Mundial.
El 15 de març de 2010 va ser condecorada a l'ambaixada alemanya a Varsòvia per l'ambaixador Michael H. Gerdts, "per les seves destacades i perllongades contribucions en el diàleg cultural entre Polònia i Alemanya" amb l'Orde del Mèrit de la República Federal d'Alemanya.

## Exposicions

### Exposicions individuals

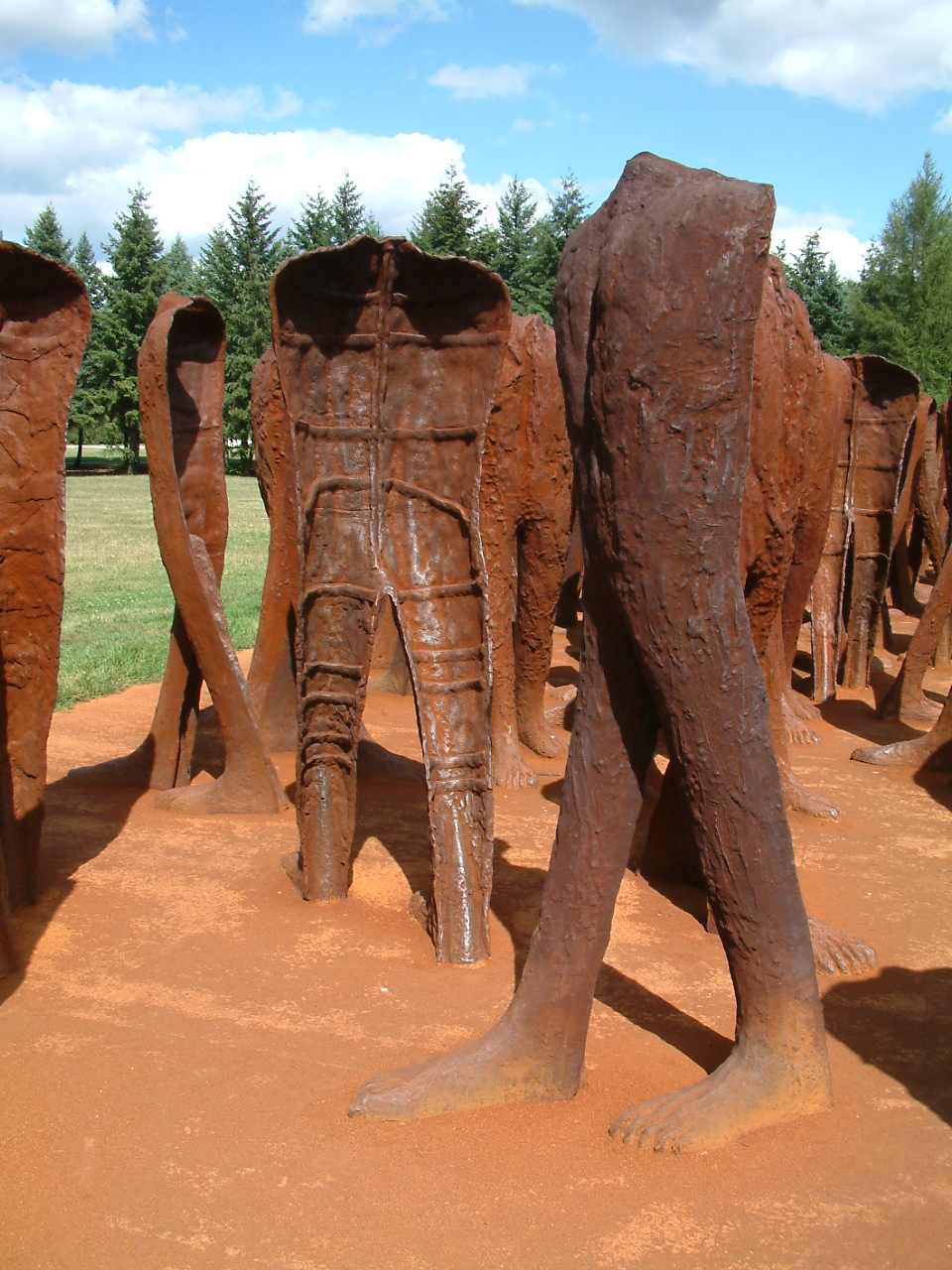
Escultures de Magdalena Abakanowicz a la Ciutadella de Poznan

Algunes de les seves exposicions individuals inclouen les següents:
- [1960: Magdalena Abakanowicz. Varsòvia, Korkegarda Gallery - exposició censurada i prohibida!][6]
- 1969: Magdalena Abakanowicz. Wall Hangings. Nova York, MoMA[7]
- 1977: Magdalena Abakanowicz. Organic structures. Malmö, Malmö Konsthall, 26/2/1977-11/4/1977[8]
- 1982: Magdalena Abakanowicz: 21 dessins au fusain. París, Galerie Jeanne Bucher, 12/01/1982-20/02/1982[9]
- 1983: Magdalena Abakanowicz. Chicago, Museum of Contemporary Art Chicago; The Chicago Public Library Cultural Center, 06/11/1982-02/01/1983[10]
- 1985: Magdalena Abakanowicz. Nova York, Galeria Xavier Fourcade, (1985)
- 1988: Magdalena Abakanowicz. Zúric, Turske a Galeria Turske, (1988)
- 1988: Magdalena Abakanowicz. Budapest, Palau d'exposicions Mucsarnok, (1988)
- 1989: Magdalena Abakanowicz. Skulpturen 1967-1989. Frankfurt del Main, Städtische Galerie im Städelschen Kunstinstitut, 21/06/1989-20/08/1989[11]
- 1991: Magdalena Abakanowicz. Museu d'Art Sezon, Tòquio, (1991)
- 1992: Magdalena Abakanowicz. Walker Art Center, Minneapolis, (1992 m.)
- 1993: Magdalena Abakanowicz. Museu d'Art Contemporani de la Ciutat d'Hiroshima, Japó, (1993)
- 1993: Magdalena Abakanowicz. PS 1 Museum, Nova York, (1993)
- 1994: Magdalena Abakanowicz. Palma, Fundació Miró Mallorca, 11/11/1994
- 1994: Abakanowicz. Obra reciente. Madrid, Galería Marlborough, 21/9/1994-22/10/1994[12]
- 1994: Magdalena Abakanowicz. Galeria Kordegarda, Varsòvia, (1994)
- 1995: Magdalena Abakanowicz. Yorkshire Sculpture Park, Anglaterra, (1995)
- 1995: Magdalena Abakanowicz. Exposició d'escultures. Barcelona, Sala Hipòstila de Can Altamira i jardins carrer Mandri-Maó, 27/03/1995-01/05/1995[13]
- 1995: Magdalena Abakanowicz. Manchester City Art Galleries, Anglaterra (1995)
- 1996: Magdalena Abakanowicz. Kunsthal Charlottenborg, Dinamarca (1996)
- 1996: Magdalena Abakanowicz. Galeria Oriel Mostyn, Gal·les (1996)
- 1996: Magdalena Abakanowicz: sculptures et dessins. París, Gallerie Marwan Hoss, 01/02/1996-30/03/1996[14]
- 1997-98: Magdalena Abakanowicz: oeuvres récentes. París, Gallerie Marwan Hoss, 04/12/1997-31/01/1998[15]
- 2008: Magdalena Abakanowicz. ¿Dónde están las zonas de calma? Madrid, Galería Marlborough, 22/05/2008-21/06/2008[16]
- 2008: Magdalena Abakanowicz. València, Institut Valencià d'Art Modern, 22/07/2008[17]
- 2016-17: Magdalena Abakanowicz. Barcelona, Galeria Marlborough Barcelona, (17/11/2016 - 14/01/2017).[18][19][20]
- 2022: Magdalena Abakanowicz. Londres: Tate Modern[21]
- etc.

### Exposicions col·lectives
- 1962: Bienal Internacional de Tapisseria de Lausana. Lausana: Musée cantonal des Beaux-Arts.[6][22]
- 1980: Biennale di Venezia '80. Magdalena Abakanowicz, Polonia. Venècia, Biennal de Venècia '80, 01/06/1980-24/09/1980[23]
- 2014: Col·lectiva. Galeria Marlborough[24]
- 2020: Col·lectiva. Galeria Marlborough[25]
- etc.